# Katarische Fußballnationalmannschaft (U-23-Männer)
Die katarische U-23-Fußballnationalmannschaft ist eine Auswahlmannschaft katarischer Fußballspieler. Sie untersteht dem katarischen Fußballverband QFA und repräsentiert diesen international auf U-23-Ebene, etwa in Freundschaftsspielen gegen die Auswahlmannschaften anderer nationaler Verbände, bei U-23-Asienmeisterschaften sowie den Fußballturnieren der Olympischen Sommerspiele und der Asienspiele.
Bisher konnte sich die Mannschaft einmal für das olympische Fußballturnier qualifizieren und erreichte dabei 1992 das Viertelfinale. An der U-23-Asienmeisterschaft nahm Katar dreimal teil und wurde 2018 Dritter. Bei den Asienspielen konnte 2006 die Goldmedaille gewonnen werden.
Spielberechtigt sind Spieler, die ihr 23. Lebensjahr noch nicht vollendet haben und die katarische Staatsangehörigkeit besitzen.

## Bilanzen
| Olympische Spiele - 1992: Viertelfinale - 1996 bis 2016: Nicht qualifiziert U-22-/23-Asienmeisterschaften - 2014: Nicht qualifiziert - 2016: Vierter - 2018: Dritter - 2020: Qualifiziert | Asienspiele - 2002: Gruppenphase - 2006: Erster - 2010: Achtelfinale - 2014: Nicht teilgenommen - 2018: Gruppenphase |